# Catenocuneiphora mucosa
Catenocuneiphora mucosa är en svampart som beskrevs av Matsush. 2003. Catenocuneiphora mucosa ingår i släktet Catenocuneiphora, divisionen sporsäcksvampar och riket svampar.   Inga underarter finns listade i Catalogue of Life.